# Mavrólofos
Mavrólofos (Mavrolofos) är en ort i Grekland.   Den ligger i prefekturen Nomós Serrón och regionen Mellersta Makedonien, i den nordöstra delen av landet, 300 km norr om huvudstaden Aten. Mavrólofos ligger 103 meter över havet och antalet invånare är 658.
Terrängen runt Mavrólofos är platt åt nordväst, men åt sydost är den kuperad.Runt Mavrólofos är det glesbefolkat, med 19 invånare per kvadratkilometer. Närmaste större samhälle är Rodolívos, 8,7 km öster om Mavrólofos. Trakten runt Mavrólofos består till största delen av jordbruksmark.